# Histoire des essais cliniques contrôlés et randomisés
Avant l’introduction des essais cliniques à la fin du XIXe siècle, l'évaluation de l'efficacité thérapeutique des médicaments se basait essentiellement sur l'expérience clinique des praticiens. Les médecins et les guérisseurs observaient les effets des remèdes sur leurs patients et ajustaient les traitements en fonction des résultats perçus. Ces observations étaient souvent transmises de génération en génération, créant des traditions thérapeutiques, mais il n'y avait pas de méthode standardisée pour éliminer les biais ou évaluer objectivement les résultats. Les systèmes médicaux anciens, comme la médecine traditionnelle chinoise, la médecine ayurvédique en Inde, et la médecine traditionnelle européenne (ou galénisme), inspirée des travaux de Galien et Hippocrate, s'appuyaient sur des principes philosophiques ou cosmologiques pour expliquer la santé et la maladie. Les traitements pouvaient être choisis en s’appuyant sur l’expérience des praticiens mais aussi en fonction de ces théories globales (par exemple, le yin et yang ou la théorie des cinq phases, ou la théorie des humeurs).
Le concept d’essai clinique s’est constitué peu à peu à partir du XVIIIe siècle en Europe, dans la foulée de la dynamique des innovations méthodologiques qui a suivi la Renaissance, ayant permis la construction des sciences empiriques (physique, chimie, physiologie, etc.). L’observation même soigneuse ne suffisait plus, il fallait monter des expériences capables de mettre en évidence des propriétés de phénomènes simples isolés du monde complexe dans lequel ils opéraient. 
L’évaluation de l’efficacité thérapeutique d’un traitement, ne peut se faire qu’en le comparant à d’autres traitements semblables ou même à l’absence de traitement (avec un placebo). Des statisticiens comme Ronald Aylmer Fisher ont montré qu’en opérant sur des groupes de participants (de traitement et de contrôle témoin), choisis de manière aléatoire, il devenait possible de réduire les risques de biais des facteurs de confusion.
Les premières formes d'essais cliniques remontent à plusieurs siècles, mais ce n'est qu'au XXe siècle que la méthodologie rigoureuse des essais contrôlés randomisés a été formalisée dans le domaine médical. Le premier essai clinique randomisé fut mené par Austin B . Hill en 1946, pour évaluer l’efficacité de la streptomycine dans le traitement de la tuberculose pulmonaire. Puis pour éviter les biais liés aux attentes des participants et des chercheurs, les essais contrôlés randomisés en médecine ont adopté le double aveugle, où ni les patients ni les cliniciens ne savent quel groupe reçoit le traitement actif.
Après avoir été solidement établis en médecine, les essais contrôlés randomisés ont été adaptés à d’autres disciplines, telles que la psychologie, l’économie et les sciences sociales.

## Les premiers essais comparatifs
Dès l’Antiquité, Galien un médecin grec du Ier siècle, a procédé à des expérimentations sur lui-même, pour choisir le remède le plus efficace. Il s’est brûlé à la thapsie, une plante vésicante, et dit-il « quand cela commença à brûler et à s’enflammer, nous aspergeâmes un endroit de vinaigre, un autre d’eau, un autre encore d’huile [...] Le vinaigre fut trouvé le plus actif de ces produits » (Galien, Des médicaments simples). Galien ne se contente pas d’observer, il monte aussi des expérimentations sur lui-même et les animaux. Sa méthodologie expérimentale est caractérisée par le recours alterné à l’expérience (empeiria) et à la raison (logos). Après l’effondrement de l’empire romain en Occident au cours du Ve siècle, la culture antique se perpétue en Orient, tandis qu’à l’ouest des pans entiers du savoir scientifique gréco-latin disparaissent. « On assiste à une indéniable régression culturelle, et le savoir médical est particulièrement touché » fait remarquer Georges Minois.
Jusqu’au XIe siècle en France, les fonctions de prêtre et de médecin sont exercées par le même personnage, qui soignent le corps et l’âme, en donnant la priorité à cette dernière. Le savoir gréco-romain sera préservé dans l'Empire romain d'Orient (ou Empire byzantin) puis dans le Califat Islamique. Par la suite, un galénisme revu et synthétisé par Rhazès ou Avicenne revient en Europe occidentale par les traductions de l'arabe en latin aux XIe – XIIe siècles.

## Les sciences expérimentales
Ce n’est qu’à l'époque de la fondation de sciences expérimentales comme la physique et la chimie, aux XVIe - XVIIe et XVIIIe siècles que le rôle crucial de l'expérimentation est mis en évidence dans l'établissement des lois de la nature. 
Le savant du XVIIe siècle, Galilée, a utilisé des expériences simples sur des billes descendant un plan incliné pour étudier les lois de la chute des corps. En s’aidant d’une clepsydre pour mesurer le temps, ses mesures lui ont permis d’établir que la distance parcourue par une bille sur le plan incliné est proportionnelle au carré du temps écoulé. Il a démontré que la masse des objets n'affectait pas la vitesse à laquelle ils tombent. Deux résultats remarquables et corrects, pourtant peu intuitifs, qui allaient ouvrir la voie à Newton.
Avant cette époque, dans les sciences médicales, pour choisir les remèdes efficaces, les médecins s'appuyaient souvent sur leur propre expérience personnelle. Mais quand plusieurs traitements en concurrence existaient, il était difficile de les départager sauf à recourir à des comparaisons en montant des expérimentations, comme Galien l’avait fait.
L’année 1747, James Lind (1716-1794), un jeune chirurgien de marine de la British Navy, eut l’idée toute simple de diviser les marins de l'équipage qui souffraient de scorbut en groupes égaux, et de donner à chacun un traitement spécifique : du cidre, du vitriol, du vinaigre, de l’eau de mer, un électuaire, ou 2 oranges et 1 citron par jour. Comme tous vivaient sur le même navire, ils connaissaient les mêmes conditions de vie, au même endroit et avaient droit à la même nourriture, seul leur traitement thérapeutique différait. Lind dans son compte-rendu de l’expérience publié six ans plus tard, dans un gros ouvrage A treatise of the scurvy, indique : « La conséquence fut l’amélioration soudaine et visible de l’état de santé de ceux qui avaient consommé les oranges et les citrons ». Les conclusions de l’expérience de Lind, qui paraissent essentielles pour tout contemporain qui sait que le scorbut est dû à une carence en vitamine C, sont noyées dans une longue réflexion sur l’origine de la maladie qu’il attribue à l’humidité et au froid. Alors qu'il vient de montrer que les citrons et les oranges guérissent les marins scorbutiques, Lind argumente à partir d’observations diverses sur l'intérêt de toute une longue liste de traitements, dans laquelle les agrumes sont à peine mentionnés.

## Les groupes témoins
Il va falloir encore deux bons siècles d’expérimentations tâtonnantes pour déterminer les conditions optimales pour mener une étude rigoureuse sur des groupes de plusieurs personnes, pour tester l’efficacité d’un traitement sans faire trop courir de risque aux patients. La disparition d'un symptôme après avoir suivi un régime alimentaire (ou pris des comprimés) ne suffit pas à dire que ce dernier est efficace, les symptômes ayant pu disparaître en l’absence de médicament pour une autre cause. Il faut donc un groupe témoin auquel on donne par exemple un placebo.  
L’idée de constituer des groupes (de contrôle) témoins, qui soit ne sont pas soumis au traitement que l’on souhaite tester, soit sont soumis à des traitements anciens (afin de les comparer à un nouveau), va se diffuser. Pierre-Simon de Laplace, un des principaux scientifiques de la période napoléonienne, exprime clairement la nécessité d’une analyse statistique des groupes de contrôle, en 1825 :

« [...] pour connaitre le meilleur des traitements en usage dans la guérison d’une maladie, il suffit d’éprouver chacun d’eux sur un même nombre de malades ; la supériorité du traitement le plus avantageux se manifestera de plus en plus, à mesure que ce nombre s’accroîtra, et le calcul fera connaître la probabilité correspondante de son avantage, et du rapport suivant lequel il sera supérieur »

En mai 1881, à Pouilly-le-Fort, près de Melun, Louis Pasteur testa l’efficacité de son vaccin contre la maladie du charbon causée par la bactérie Bacillus anthracis. Il organisa une expérience publique pour répondre au défi d’un vétérinaire renommé de Melin, de guérir le bétail de la maladie du charbon qui causait des pertes financières importantes chez les éleveurs.
Deux groupes de bovins furent constitués : lot 1 (groupe test) constitués d’animaux vaccinés, le lot 2 (groupe témoin) est semblable en tous points sauf que les animaux n’ont pas été vaccinés (dit d’animaux indemnes). L’expérience consiste à observer l’évolution des deux groupes après qu’ils aient été inoculés avec le bacille charbonneux, B. anthracis.  
Le 5 mai, furent inoculés tous les animaux du lot 1, avec 5 gouttes d’une culture de bacille charbonneux atténué. Le 17 mai, ils furent inoculés à nouveau avec un bacille un peu moins atténué. Lors de la 3e séance, se déroulent les inoculations avec un bacille très virulent de 1 mouton du lot 1 et de 1 mouton du lot 2, l‘animal non vacciné meurt le lendemain de l’inoculation alors que le mouton vacciné reste en bonne santé. L’opération est recommencée le 31 mais cette fois sur tous les animaux du lot 1 et 2. 
| Protocole de l’expérience de Pouilly-le-Fort mai 1881 |                                                                                |                                                                            |
|                                                       | Lot 1: 22 moutons, 1 chèvre, 6 vaches 29 animaux vaccinés                      | Lot 2: 22 moutons, 1 chèvre, 4 vaches 27 animaux indemnes                  |
| Séance 1 5 mai                                        | Inoculation d’un bacille atténué de tous les animaux                           | Rien                                                                       |
| Séance 2 17 mai                                       | Inoculation d’un bacille atténué mais un peu plus virulent de tous les animaux | Rien                                                                       |
| Séances 3-4 28-29 mai                                 | 1 mouton inoculé d’un bacille très virulent                                    | 1 mouton inoculé d’un bacille très virulent                                |
| Séance 5 31 mai                                       | Inoculation d’un bacille très virulent à 22 moutons et 1 chèvre                | Inoculation d’un bacille très virulent à 22 moutons et 1 chèvre            |
| Séance 6 2 juin                                       | Tous les animaux sont bien portants                                            | 14 moutons et la chèvre sont morts et le reste est aux prises avec la mort |

Tous les animaux non vaccinés du groupe témoin (lot 2) mourront alors que ceux du groupe test (lot 1) survivent en bonne santé. L’expérience effectuée en public, devant le vétérinaire sceptique et la presse, eut un grand succès, qui connut d’ailleurs une forte répercussion médiatique. La mort de 24 animaux ébranla les certitudes des plus récalcitrants aux vaccins. Mais on voit tout de suite les problèmes éthiques qui peuvent se poser pour tester les vaccins pour les humains.

## La randomisation
La nécessité de randomiser les groupes est apparue très tôt: dès les XVIIIe siècle, le chimiste belge, Jean-Baptiste Van Helmont, propose une fois les groupes formés, de tirer au sort lequel aura le traitement. Mais c’est Ronald Aylmer Fisher, le statisticien britannique, qui dans son ouvrage The Design of Experiments en 1935, a introduit la notion de randomisation dans les expériences scientifiques. Son idée centrale était que la randomisation permet d’éliminer les biais et d'assurer une répartition équitable des facteurs de confusion entre les différents groupes expérimentaux. La randomisation consiste à répartir les participants dans les groupes (traitement et contrôle) de manière aléatoire. Fisher a démontré que cette approche rendait les groupes statistiquement comparables dès le départ, réduisant ainsi le risque de biais de sélection. En s’appuyant sur les vertus statistiques de l’aléatoire, on a amélioré ainsi la solidité de la preuve fournie. Une étape de plus était franchie, même s’il faudra attendre encore plusieurs années avant que les essais à la fois contrôlés et randomisés ne soient théorisés et institutionnalisés.
Le premier essai clinique randomisé moderne, fut dirigé par Austin Bradford Hill en 1946. Il visait à évaluer l'efficacité de la streptomycine dans le traitement de la tuberculose pulmonaire. La découverte de la streptomycine par Selman Waksman en 1943 avait suscité un immense espoir, mais il fallait démontrer scientifiquement que ce nouveau médicament était efficace et sûr. Des résultats encourageants in vitro et sur des cobayes avaient été obtenus, il ne restait plus qu’à l’essayer sur les humains. Et là il n'était plus possible de procéder aussi brutalement que Pasteur sur les moutons. 
La question de savoir si un patient devait être traité par streptomycine et alitement (cas test S) ou par alitement seul (cas témoin C) a été déterminée en se référant à une série statistique basée sur des numéros d'échantillonnage aléatoires établis pour chaque sexe dans chaque centre par le professeur Bradford Hill. Les patients C ne savaient pas pendant toute leur hospitalisation qu'ils étaient des patients témoins dans une étude spéciale.
Contrairement à ce qui est courant aujourd'hui, cet essai n'était pas en double aveugle. Les médecins savaient quel traitement les patients recevaient, et il n'y avait pas de placebo utilisé pour le groupe de contrôle. Cette limitation est principalement due au fait que la streptomycine, étant un médicament nouveau et rare à l’époque, ne pouvait être produite en quantités suffisantes pour un essai à plus grande échelle avec placebo.
Sur la base de la réduction des symptômes et des résultats radiologiques, l'essai a démontré que la streptomycine était significativement plus efficace que le traitement conventionnel par alitement.

## Traitements en double-aveugle
Un essai en double aveugle (ou double insu) est un type d'essai clinique dans lequel ni les participants ni les chercheurs cliniciens ne savent quel traitement est administré à quel groupe.
Dans les premières études en « simple aveugle », le patient ignorant s'il reçoit le vrai traitement ou un placebo, apparaissent dès la fin du XIXe siècle pour invalider la théorie du magnétisme animal développé par Franz-Anton Mesmer, ainsi que d'autres techniques « magnétiques ». Le médecin des hôpitaux Armand Trousseau (1801-1867) invente les premières pilules placebos, faites à base de mie de pain et démontre leur équivalence au niveau efficacité avec les médicaments homéopathiques .
Mais il importe aussi de maintenir les médecins dans l’ignorance des traitements reçus par le patient qu’ils examinent. Parce que, si un médecin pense qu’un patient a de bonnes chances de réagir au traitement, alors qu’il est assigné au groupe de contrôle, il peut être tenté de le changer de groupe arbitrairement. Ou bien s’il doit juger de l’évolution de la maladie, il peut inconsciemment retenir des signes positifs d’amélioration s'il sait qu'il a reçu le traitement testé. Dans de nombreux articles médicaux, les auteurs n’indiquent pas la manière dont ils ont procédé pour s’assurer du respect de la séquence d’assignation (seuls entre 9 % et 15 % le font). Le doute est alors permis car les comparaisons des groupes avant le traitement ne garantissent pas la comparabilité des groupes en général. 
De nombreux traitements (médicaments, techniques…) sont aujourd’hui utilisés en médecine sans que leur efficacité ait été démontrée à l’aide d’essais cliniques randomisés en bonne et due forme. Ils sont pourtant largement acceptés par la communauté médicale et il serait particulièrement malvenu d’envisager un essai les concernant : c’est le cas par exemple de la pénicilline pour la pneumonie (bien sûr, cela ne signifie pas, compte tenu des innovations ultérieures, qu’elle reste le meilleur traitement, ni même qu’elle soit un bon traitement pour tous les patients atteints de pneumonie) ou le cas de l’appendicectomie pour le traitement pour l’appendicite aiguë. Pensez au tollé suscité si certains patients souffrant d’appendicite aiguë étaient randomisés pour une « chirurgie placebo ».
Il existe aussi des essais cliniques randomisés qui ont été interrompus prématurément pour des raisons éthiques, généralement lorsque les résultats intermédiaires ont montré que le traitement testé était nettement plus efficace (ou plus dangereux) que prévu. Dans ces cas, les chercheurs ou les comités d’éthique décident qu’il serait inapproprié de continuer à priver le groupe témoin du traitement efficace ou d’exposer les patients à un risque inutile. C’est le cas par exemple de l’essai de phase II de la zidovudine (AZT) pour le VIH/SIDA en 1987, incluant 282 patients au stade sida, arrêté prématurément et sans que les essais de phase III, en principe nécessaires à l’enregistrement, ne soient effectués. L’efficacité remarquable de l’AZT avait rendu non éthique la poursuite du protocole expérimental. Il existe plusieurs cas semblables d’interruption d’essais cliniques nécessaires pour des raisons éthiques afin de protéger les participants ou pour offrir un traitement efficace au groupe témoin.
Les essais cliniques pour les enfants atteints de cancer sont souvent complexes à mener en raison des considérations éthiques. Néanmoins, il est parfois possible de contourner les difficultés comme dans cet essai de K. R. Schultz et als qui ont évalué l'efficacité de l'imatinib, en combinaison avec la chimiothérapie pour traiter la leucémie lymphoblastique aiguë (LLA) positive au chromosome Philadelphie (Ph+), une forme rare mais agressive de leucémie chez les enfants. Les enfants atteints de LLA Ph+ ont généralement un pronostic défavorable, mais l'ajout d'imatinib au traitement standard a considérablement amélioré la survie sans événements (comme les rechutes ou les décès) chez ces patients. Plutôt que de constituer un groupe témoin avec chimiothérapie et placebo, tous les enfants atteints de LLA Ph+ ont reçu de l'imatinib, mais dans différents schémas. Il fut décidé que la principale variable étudiée dans l'essai concernerait la durée d'exposition à l'imatinib, c'est-à-dire combien de temps les jeunes patients restaient sous traitement. L'essai montra que l'exposition continue ou prolongée à l'imatinib entraînait de meilleurs résultats cliniques (survie sans événement) par rapport à une exposition plus courte. L'essai a montré que l'exposition prolongée à l'imatinib, même à des doses ajustées en fonction des besoins individuels des patients, améliorait significativement les résultats.
Résumé
Un essai clinique contrôlé doit remplir des conditions méthodologiques précises résumées ainsi par Patrice Jaillon « Il doit avoir un objectif principal qui est de confirmer ou d’infirmer une hypothèse préalable. Le choix du critère principal de mesure d’effet doit découler de l’objectif de l’étude. L’essai doit comparer les résultats dans un groupe de patients traités par le médicament à tester à ceux observés dans un groupe de patients témoins, le groupe « contrôle », les deux groupes étant suivis simultanément. L’attribution des traitements aux patients doit être faite par tirage au sort et l’observation des patients ainsi que l’analyse des résultats doivent être réalisées en aveugle des traitements administrés. 
 Un calcul préalable du nombre de patients à inclure dans l’essai doit être effectué en tenant compte du type d’essai choisi (supériorité ou équivalence), de l’hypothèse que l’on veut confirmer, des risques statistiques et de la variabilité du critère principal de mesure d’effet. Le plan expérimental de l’essai, croisé ou en groupes parallèles, doit être adapté à l'objectif principal de l’étude et aux caractéristiques de la pathologie ».